# Oscar Herrero
Oscar Herrero est un guitariste de flamenco espagnol, né à Tomelloso le 12 mars 1959.

## Biographie
Parmi tant d'autres, deux prix prestigieux de la guitare de flamenco récompensèrent son talent : les Premier Prix national de Guitare de Flamenco de Jerez de la Frontera, Cádiz et Premier prix Bordon Minero au Festival des Mines.
Pionnier dans le domaine de la pédagogie de la guitare flamenca, il accomplit un travail considérable qui se concrétise dans une méthode d’enseignement du flamenco très complète et rigoureuse. Son vaste répertoire de compositeur inclut diverses œuvres d’étude et de concert (La Guitare flamenca pas à pas, Traité de la guitare flamenca, en collaboration avec Claude Worms). Il est également le créateur et directeur de la revue de flamenco Acordes Concert.
Il a eu l’honneur d’avoir été le tout premier professeur de guitare flamenca au prestigieux Conservatoire Tchaïkovski de Moscou, à l’Académie de Varsovie et à l’université de Panama.
Lors de la présidence espagnole à l’Union européenne, il fut invité dans les plus grandes villes d’Europe.
Sa guitare a conduit Oscar Herrero sur les plus grandes scènes du monde (le Métropolitain de New York, la Galerie nationale d'Ottawa, l’opéra du Caire, l’opéra royal de Madrid, le théâtre de l’Hermitage de Saint-Pétersbourg, ainsi que les salles de concert de Sydney, Beyrouth, Buenos Aires, Istanbul, Boston, Helsinki…